# Autorità garante
Una autorità garante è un organo creato per sorvegliare lo svolgimento di attività economiche realizzate in regime di monopolio o caratterizzate da uno speciale interesse generale. Ha in genere lo scopo di salvaguardare cittadini e imprese da situazioni che li vede in posizione di debolezza rispetto agli operatori che producono ed erogano i beni o i servizi in regime di monopolio, quasi-monopolio, oligopolio, ovvero pure in quelle situazioni in cui esistono forti asimmetrie informative. Può essere dotata di capacità sanzionatoria. 
L'origine di questi organismi è tipicamente anglosassone, ma si incontrano negli assetti di regolamentazione dei mercati di molti Paesi.